# Liên Hà, Lâm Hà
Liên Hà là một xã thuộc huyện Lâm Hà, tỉnh Lâm Đồng, Việt Nam.

## Địa lý
Xã Liên Hà có vị trí địa lý:
- Phía đông giáp xã Tân Hà
- Phía tây giáp xã Tân Thanh
- Phía nam giáp huyện Di Linh
- Phía bắc giáp xã Hoài Đức.

Xã Liên Hà có diện tích 54,22 km², dân số năm 2022 là 10.308 người, mật độ dân số đạt 190 người/km².

## Hành chính
Xã Liên Hà được chia thành 13 thôn: Chiến Thắng, Đạ Dâng, Đạ Sa, Hà Lâm, Liên Hà 1, Liên Hà 2, Liên Hồ, Liên Kết, Phúc Thạch, Phúc Thọ, Sình Công, Tân Kết, Thạch Hà.

## Lịch sử
Ngày 18 tháng 6 năm 1999, Chính phủ ban hành Nghị định số 38/1999/NĐ-CP về việc thành lập xã Liên Hà trên cơ sở 4.853 ha diện tích tự nhiên và 5.068 nhân khẩu của xã Tân Hà.
Ngày 21 tháng 1 năm 2020, HĐND tỉnh Lâm Đồng ban hành Nghị quyết số 166/NQ-HĐND về việc sáp nhập thôn Tân Hải vào thôn Phúc Thọ.